# Macrogomphus guilinensis
Macrogomphus guilinensis är en trollsländeart som beskrevs av Chao 1982. Macrogomphus guilinensis ingår i släktet Macrogomphus och familjen flodtrollsländor. Inga underarter finns listade i Catalogue of Life.